# 京都府道450号広野綾部線
京都府道450号広野綾部線（きょうとふどう450ごう ひろのあやべせん）は、京都府船井郡京丹波町から綾部市に至る一般府道である。

## 概要
船井郡京丹波町広野から綾部市味方町に至る。
国道173号とは新綾部大橋の下を通るために、直結していない。
国道27号とは由良川を挟んで併走している。国道が由良川北岸を、府道が由良川南岸を進むルートをとる。

### 路線データ
- 起点：船井郡京丹波町広野（広野交差点、兵庫県道・京都府道59号市島和知線交点）
- 終点：綾部市味方町（味方南交差点、国道27号交点）

## 路線状況

### 道路施設

#### 橋梁
- 和木橋（綾部市）
- 野田橋（須知川、綾部市）
- 綾部大橋（由良川、綾部市）

## 地理

### 通過する自治体
- 京都府
  - 船井郡京丹波町 - 綾部市

### 交差する道路
| 交差する道路                     | 市町村名 | 市町村名 | 交差する場所 | 交差する場所                                                                          |
| -------------------------------- | -------- | -------- | ------------ | ------------------------------------------------------------------------------------- |
| 兵庫県道・京都府道59号市島和知線 | 船井郡   | 京丹波町 | 広野         | 広野交差点 / 起点                                                                     |
| 京都府道450号広野綾部線 / 旧道   | 船井郡   | 京丹波町 | 広野         |                                                                                       |
| 京都府道450号広野綾部線 / 旧道   | 船井郡   | 京丹波町 | 広野         |                                                                                       |
| 国道173号                        | 綾部市   | 綾部市   | 野田町       | [ 注釈 1 ]                                                                            |
| 国道27号                         | 綾部市   | 綾部市   | 味方町       | 味方南交差点 / 終点                                                                   |
| 旧道                             |          |          |              |                                                                                       |
| 京都府道450号広野綾部線 / 現道   | 船井郡   | 京丹波町 | 広野         | 旧道起点【北緯35度16分13.4秒 東経135度20分58.7秒 / 北緯35.270389度 東経135.349639度】 |
| 京都府道450号広野綾部線 / 現道   | 船井郡   | 京丹波町 | 広野         | 旧道終点【北緯35度16分25.2秒 東経135度20分22.3秒 / 北緯35.273667度 東経135.339528度】 |

### 交差する鉄道
- 山陰本線

### 沿線
- 広野郵便局
- JR西日本山陰本線
  - 立木駅 - 山家駅
- 梅ノ木谷不動尊
- 井根山秋葉神社
- 正暦寺
- 綾部大橋